# Пудромант
Пудрома́нт (пудрама́нт, пудрема́нт, пудрома́нтель, пудрема́нтель, пудерма́нтель, от нем. Pudermantel — букв. «пальто для пудры», «халат для совершения туалета») — накидка, надеваемая при пудрении лица и головы. Пудроманты вошли в обиход в России в 1700-х годах вместе с европейской одеждой и пудреными причёсками и париками.
В. И. Даль определяет пудромантель как «род накидки, полотняного плаща, рубашки, которую надевали, пудрясь». Пудроманты имели вид очень широкой и длинной оборки, которую стягивали на шее шнурком или лентой, они оберегал одежду от пудры или муки при совершении туалета. Причёску пудрили уже после того, как надевали платье. Пудромантами изначально пользовались как женщины, так и мужчины, с начала XIX века пудра на волосах мужчин под влиянием французских якобинцев вышла из моды, и пудромант остался только в женском гардеробе в качестве предмета, не предназначенного для всеобщего обозрения. Разнообразие вариантов слова объясняется тем, что его усваивали изустно от куафёров самых разных национальностей и уровня образования.